# 에드워드 (라인프렌즈)
에드워드는 라인프렌즈에서 제작한 캐릭터이다. 모티브는 애벌레이며 라인프렌즈 캐릭터 중 유일한 곤충 캐릭터이다. 출동! 라인 레인저스 성우는 배수빈이다.

## 개요
라인프렌즈에서 제작한 캐릭터로 애벌레이며 몸집이 가장 작은 편이다. 머리에 빨간 야구모자를 쓰고있으며 부지런하고 용감한 성격이다. 
게으름이 없는 일꾼으로 부지런히 일을 하는 성격이며 말이 없는 편이지만 사교성은 있는 편이다. 

## 특징
라인프렌즈 캐릭터 중 유일한 곤충 캐릭터이며 다른 캐릭터에 비해서도 몸집이 가장 작은 편이다. 
애벌레답게 사과 등을 즐겨먹는다. 